# The Punisher (film fra 2004)
 For alternative betydninger, se The Punisher. (Se også artikler, som begynder med The Punisher)
The Punisher er en amerikansk actionfilm fra 2004 og den blev instrueret af Jonathan Hensleigh.

## Medvirkende
- Thomas Jane som Frank Castle
- John Travolta som Howard Saint
- Will Patton som Leonard Glass
- Laura Elena Harring som Livia Saint
- Rebecca Romijn-Stamos som Joan
- Kevin Nash som Russeren
- Samantha Mathis som Amanda Castle
- Roy Scheider som Franks far
- Tom Nowicki som Lincoln
- John Pinette som Mr. Bumpo